# Mirabel (circonscription provinciale)
Pour les articles homonymes, voir Mirabel.
Circonscription électorale provinciale du Canada

La circonscription se trouve dans les Laurentides.

Mirabel est une circonscription électorale provinciale du Québec. Relativement récente, elle est située dans la région administrative des Laurentides. 

## Historique
La circonscription de Mirabel a été créée en 2001 sous le gouvernement de Bernard Landry lors de la révision de la carte électorale par l'Assemblée nationale du Québec.
Elle était alors formée d'une partie des circonscriptions d'Argenteuil et de Deux-Montagnes, des circonscriptions électorales provinciales existant depuis le XIXe siècle.
Lors de la refonte de la carte électorale de 2017, la partie de la ville de Mirabel située à l'est de l'autoroute 15 passe dans la nouvelle circonscription de Les Plaines.

## Territoire et limites
La circonscription comprend les municipalités suivantes :
- Kanesatake
- Mirabel (la partie située au sud-ouest de l'autoroute des Laurentides)
- Oka
- Pointe-Calumet
- Sainte-Marthe-sur-le-Lac
- Saint-Joseph-du-Lac
- Saint-Placide

## Liste des députés

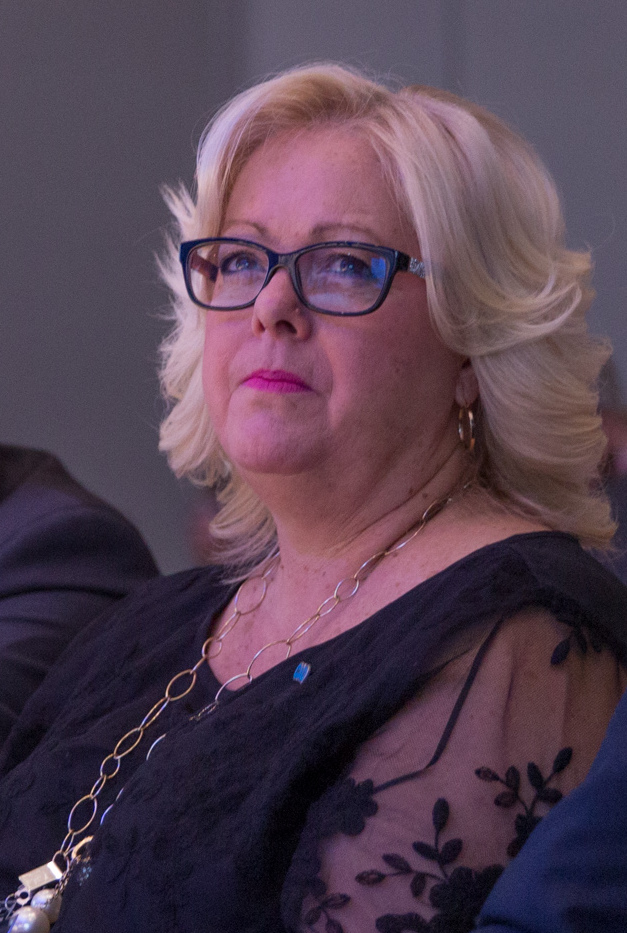
Sylvie D'Amours est députée de Mirabel depuis 2014 sous la bannière de la CAQ.

| Législature                                       | Années       | Député | Député              | Parti               |
| ------------------------------------------------- | ------------ | ------ | ------------------- | ------------------- |
| Mirabel Créée depuis Argenteuil et Deux-Montagnes |              |        |                     |                     |
| 37e                                               | 2003–2007    |        | Denise Beaudoin     | Parti québécois     |
| 38e                                               | 2007–2008    |        | François Desrochers | Action démocratique |
| 39e                                               | 2008–2012    |        | Denise Beaudoin     | Parti québécois     |
| 40e                                               | 2012–2014    |        | Denise Beaudoin     | Parti québécois     |
| 41e                                               | 2014–2018    |        | Sylvie D'Amours     | Coalition avenir    |
| 42e                                               | 2018–2022    |        | Sylvie D'Amours     | Coalition avenir    |
| 43e                                               | 2022–présent |        | Sylvie D'Amours     | Coalition avenir    |

## Résultats électoraux
| |
| - Parti québécois - Parti libéral - Action démocratique (ancien) - Québec solidaire - Coalition avenir - Parti conservateur |

### Résultats détaillés
|                                                                                             | Nom                        | Parti                 | Nombre de voix | %      | Maj.   |
| ------------------------------------------------------------------------------------------- | -------------------------- | --------------------- | -------------- | ------ | ------ |
|                                                                                             | Sylvie D'Amours (sortante) | Coalition avenir      | 21 639         | 50,1 % | 14 393 |
|                                                                                             | Carole Savoie              | Parti québécois       | 7 246          | 16,8 % | -      |
|                                                                                             | Marjolaine Goudreau        | Québec solidaire      | 6 222          | 14,4 % | -      |
|                                                                                             | Gala Durand                | Conservateur          | 4 936          | 11,4 % | -      |
|                                                                                             | Isabella Giosi             | Libéral               | 2 918          | 6,8 %  | -      |
|                                                                                             | Pierre Larouche            | L'union fait la force | 159            | 0,4 %  | -      |
|                                                                                             | Rémi Lavoie                | Démocratie directe    | 64             | 0,1 %  | -      |
| Total                                                                                       | Total                      | Total                 | 43 184         | 100 %  |        |
| Le taux de participation lors de l'élection était de 69 % et 643 bulletins ont été rejetés. |                            |                       |                |        |        |

|                                                                                               | Nom                        | Parti                | Nombre de voix | %      | Maj.   |
| --------------------------------------------------------------------------------------------- | -------------------------- | -------------------- | -------------- | ------ | ------ |
|                                                                                               | Sylvie D'Amours (sortante) | Coalition avenir     | 21 602         | 54,6 % | 14 440 |
|                                                                                               | Denise Beaudoin            | Parti québécois      | 7 162          | 18,1 % | -      |
|                                                                                               | Marjolaine Goudreau        | Québec solidaire     | 5 916          | 15 %   | -      |
|                                                                                               | Camille Arsenault Brideau  | Libéral              | 3 526          | 8,9 %  | -      |
|                                                                                               | Émilie Paiement            | Vert                 | 688            | 1,7 %  | -      |
|                                                                                               | Désiré Mounanga            | Conservateur         | 296            | 0,7 %  | -      |
|                                                                                               | Vincent Laurin             | Bloc pot             | 231            | 0,6 %  | -      |
|                                                                                               | Patricia Vaca              | Changement Intégrité | 122            | 0,3 %  | -      |
| Total                                                                                         | Total                      | Total                | 39 543         | 100 %  |        |
| Le taux de participation lors de l'élection était de 70,7 % et 680 bulletins ont été rejetés. |                            |                      |                |        |        |

|                                                                                               | Nom                       | Parti            | Nombre de voix | %      | Maj.  |
| --------------------------------------------------------------------------------------------- | ------------------------- | ---------------- | -------------- | ------ | ----- |
|                                                                                               | Sylvie D'Amours           | Coalition avenir | 16 359         | 39,2 % | 2 069 |
|                                                                                               | Denise Beaudoin (sortant) | Parti québécois  | 14 290         | 34,3 % | -     |
|                                                                                               | Ismaël Boisvert           | Libéral          | 8 068          | 19,4 % | -     |
|                                                                                               | Mylène Jaccoud            | Québec solidaire | 2 543          | 6,1 %  | -     |
|                                                                                               | André Linskiy             | Conservateur     | 229            | 0,5 %  | -     |
|                                                                                               | Curtis Jean-Louis         | Option nationale | 200            | 0,5 %  | -     |
| Total                                                                                         | Total                     | Total            | 41 689         | 100 %  |       |
| Le taux de participation lors de l'élection était de 70,5 % et 872 bulletins ont été rejetés. |                           |                  |                |        |       |

|                                                                                               | Nom                       | Parti            | Nombre de voix | %      | Maj.  |
| --------------------------------------------------------------------------------------------- | ------------------------- | ---------------- | -------------- | ------ | ----- |
|                                                                                               | Denise Beaudoin (sortant) | Parti québécois  | 19 467         | 43,8 % | 3 300 |
|                                                                                               | Sylvie D'Amours           | Coalition avenir | 16 167         | 36,4 % | -     |
|                                                                                               | Ismaël Boisvert           | Libéral          | 5 812          | 13,1 % | -     |
|                                                                                               | Mylène Jaccoud            | Québec solidaire | 1 687          | 3,8 %  | -     |
|                                                                                               | Jean-François Pouliot     | Option nationale | 988            | 2,2 %  | -     |
|                                                                                               | Éric Émond                | Sans désignation | 353            | 0,8 %  | -     |
| Total                                                                                         | Total                     | Total            | 44 474         | 100 %  |       |
| Le taux de participation lors de l'élection était de 78,4 % et 664 bulletins ont été rejetés. |                           |                  |                |        |       |

|                                                                                               | Nom                           | Parti               | Nombre de voix | %      | Maj.  |
| --------------------------------------------------------------------------------------------- | ----------------------------- | ------------------- | -------------- | ------ | ----- |
|                                                                                               | Denise Beaudoin               | Parti québécois     | 13 700         | 47,4 % | 6 493 |
|                                                                                               | Ritha Cossette                | Libéral             | 7 207          | 24,9 % | -     |
|                                                                                               | François Desrochers (sortant) | Action démocratique | 6 522          | 22,6 % | -     |
|                                                                                               | Simon Cadieux                 | Vert                | 847            | 2,9 %  | -     |
|                                                                                               | Kim Joly                      | Québec solidaire    | 621            | 2,1 %  | -     |
| Total                                                                                         | Total                         | Total               | 28 897         | 100 %  |       |
| Le taux de participation lors de l'élection était de 58,6 % et 542 bulletins ont été rejetés. |                               |                     |                |        |       |

|                                                                                               | Nom                       | Parti               | Nombre de voix | %      | Maj.  |
| --------------------------------------------------------------------------------------------- | ------------------------- | ------------------- | -------------- | ------ | ----- |
|                                                                                               | François Desrochers       | Action démocratique | 15 241         | 44,4 % | 3 550 |
|                                                                                               | Denise Beaudoin (sortant) | Parti québécois     | 11 691         | 34,1 % | -     |
|                                                                                               | Ritha Cossette            | Libéral             | 5 520          | 16,1 % | -     |
|                                                                                               | Sylvain Castonguay        | Vert                | 1 233          | 3,6 %  | -     |
|                                                                                               | Jocelyn Parent            | Québec solidaire    | 620            | 1,8 %  | -     |
| Total                                                                                         | Total                     | Total               | 34 305         | 100 %  |       |
| Le taux de participation lors de l'élection était de 75,3 % et 404 bulletins ont été rejetés. |                           |                     |                |        |       |

|                                                                                             | Nom             | Parti               | Nombre de voix | %      | Maj.  |
| ------------------------------------------------------------------------------------------- | --------------- | ------------------- | -------------- | ------ | ----- |
|                                                                                             | Denise Beaudoin | Parti québécois     | 10 577         | 38,3 % | 1 091 |
|                                                                                             | Hubert Meilleur | Action démocratique | 9 486          | 34,4 % | -     |
|                                                                                             | Réal Proulx     | Libéral             | 7 529          | 27,3 % | -     |
| Total                                                                                       | Total           | Total               | 27 592         | 100 %  |       |
| Le taux de participation lors de l'élection était de 72 % et 545 bulletins ont été rejetés. |                 |                     |                |        |       |